# سقوط شهاب‌سنگ در پرو (۲۰۰۷)
رویداد برخورد شهاب‌سنگ در کارانکاس پرو برخورد شهاب‌سنگی کندریتی در ۱۵ سپتامبر ۲۰۰۷ در نزدیکی روستای کارانکاس در منطقه پونو، پرو، و در نزدیکی مرز بولیوی و دریاچه تیتیکاکا بود. این برخورد، یک دهانهٔ کوچک در خاک رسی منطقه ایجاد کرد و به‌دلیل حرارت بالای ناشی از آن، زمین اطراف محل برخورد، سوزانده شد. یک مقام محلی، مارکو لیماچ، گفت که «آبی جوشان از دهانه شروع به بیرون آمدن کرد و ذرات سنگ و خاکستر در نزدیکی آن یافت شد» و گازهایی «متعفن و مضر» از آن دهانه خارج شد. این برخورد در محلی با ارتفاعی بیش از ۳٬۸۰۰ متر (۱۲٬۵۰۰ فوت) رخ داد.
پس از برخورد، روستاییانی که به محل برخورد، نزدیک شده بودند، دچار یک بیماری غیرقابل توضیح با طیف وسیعی از علائم شدند. دو روز بعد، دانشمندان اهل پرو تأیید کردند که یک شهاب‌سنگ با زمین برخورد کرده و این رخداد، دارای منشأ زمینی نبوده‌است. در آن مرحله، هیچ اطلاعات بیشتری در مورد علت بیماری مرموز روستاییان، شناسایی نشد. آب‌های زیرزمینی آن منطقه، حاوی ترکیبات آرسنیک است و برخی اعتقاد دارند که بیماری گزارش‌شده، ناشی از مسمومیت با آرسنیک بوده و ساکنان منطقه به‌علت استنشاق بخار آب آلودهٔ در حال جوش از دهانه، بیمار شده‌اند.

## رویداد
در ساعت ۱۱:۴۰:۱۴ به‌وقت محلی (۱۶:۴۰:۱۴ به‌وقت گرینویچ) در ۱۵ سپتامبر ۲۰۰۷، یک شهاب‌سنگ کندریتی در نزدیکی روستای کارانکاس در منطقه پونو، پرو، در نزدیکی مرز بولیوی و دریاچه تیتیکاکا به زمین برخورد کرد. این برخورد، یک دهانه با عمق بیش از ۴٫۵ متر (۱۵ فوت) و عرضی حدود ۱۳ متر (۴۳ فوت) ایجاد کرد و زمین اطراف حفره نیز، سوخت. یک مقام محلی، مارکو لیماچ، گفت که «آب جوشان از دهانهٔ حفره شروع به بیرون آمدن کرد و ذرات سنگ و خاکستر در نزدیکی آن یافت شد» و گازهایی «متعفن و مضر» از دهانه خارج شد. پیش از برخورد شهاب‌سنگ، مردم محلی، گوی آتشین و به‌شدت نورانی با دنباله‌ای دودی را مشاهده کرده بودند.
یک نفر از روستاییان، تنها صد متر با محل برخورد، فاصله داشت. او از دوچرخه‌اش به زمین افتاد اما آسیبی ندید. یک ساختمان کوچک در فاصلهٔ ۱۲۰ متری از محل برخورد قرار داشت و آسیب ناچیزی به آن وارد شد.
بلافاصله پس از ضربه، بیش از ۶۰۰ نفر از روستاییان از محل بازدید کردند و برخی از آن‌ها به‌دلایل غیرقابل توضیحی دچار علائمی مختلف چون آسیب‌های پوستی، تهوع، سردرد، اسهال و استفراغ شدند. در ۲۰ سپتامبر، دانشمندان پرو تأیید کردند که یک شهاب‌سنگ به زمین برخورد کرده، اما هیچ اطلاعات بیشتری در مورد علت بیماری مشخص نشد. متخصصان دهانه برخوردی این برخورد را غیرعادی خوانده و اعلام کردند که شهاب‌سنگ، پیش از برخورد و شکسته شدن، دست‌کم ۳ متر قطر داشته‌است.
آب‌های زیرزمینی در آن منطقه، حاوی ترکیبات آرسنیک است و در ابتدا اعتقاد بر این بود که بیماری گزارش‌شده، به‌دلیل مسمومیت با آرسنیک ناشی از استنشاق بخار آب جوشان آلوده به آرسنیک توسط ساکنان منطقه ایجاد شده‌است. با این‌حال، بررسی‌های بیشتر به این نتیجه رسیده‌اند که میزان آرسنیک در آب‌های زیرزمینی با منابع آشامیدنی محلی تفاوتی ندارد. و این‌که بیماری گزارش‌شده احتمالاً ناشی از تبخیر ترویلیت بوده‌است. این ماده، یک ترکیب گوگرددار است که در داخل شهاب‌سنگ به مقدار زیادی وجود دارد و با چنین برخوردی، ذوب می‌شود.
صدای بلند و برخورد انفجاری شهاب‌سنگ، در ابتدا باعث شده بود که پرویی‌ها فکر کنند که شیلی به آن منطقه حملهٔ نظامی کرده‌است.

## ماهیت شیء

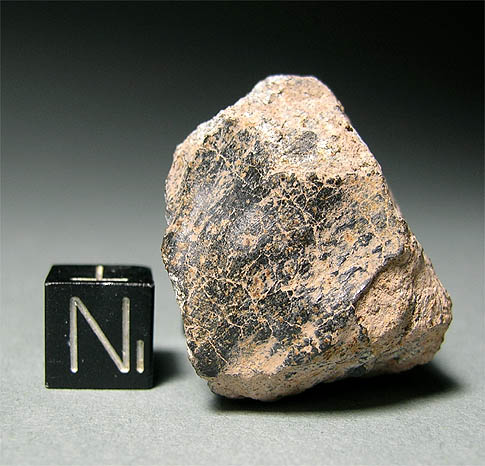
قطعه‌ای به وزن ۲۷٫۷ گرم از سقوط شهاب‌سنگ کارانکاس، چند روز پس از برخورد، بازیابی شد. (مکعب به‌عنوان مقیاس، دارای طول و عرض یک سانتی‌متر است)

گزارشی از سه زمین‌شناس در مؤسسهٔ ژئوفیزیک پرو در روز پنجشنبه ۲۰ سپتامبر منتشر شد. اخترفیزیکدان خوزه ایشیتسوکا تأیید کرد که شهاب‌سنگی به محل حفره برخورد کرده‌است.
در ۲۰ سپتامبر، آزمایشگاه پرتو ایکس در دانشکده علوم زمین‌شناسی، دانشگاه لاپاز، بولیوی، گزارشی از تجزیه و تحلیل خود از نمونهٔ کوچکی از مواد بازیابی‌شده از محل برخورد منتشر کرد. آن‌ها آهن، نیکل، کبالت و ردپایی از ایریدیم را شناسایی کردند. این عناصر از ترکیبات معمول شهاب‌سنگ‌ها هستند. نسبت‌های کمی سیلیکون، آلومینیوم، پتاسیم، کلسیم، منیزیم و فسفر با سنگ‌هایی که به‌طور معمول در سطح زمین یافت می‌شوند نیز ناسازگار بود.
تیمی از پژوهشگران پرو در ۲۱ سپتامبر گزارشی در مورد سقوط شهاب‌سنگ کارانکاس منتشر کرد. انتشار این سند برای عموم، یک هفته به تعویق افتاد. پژوهشگران دریافتند که قطعات ناحیهٔ دهانه، دارای بافت کندریتی و ترکیب معدنی زیر هستند:
پیروکسن (۱) ۴۰٪، الیوین ۲۰٪، فلدسپات ۱۰٪، پیروکسن (۲) ۱۰٪، کاماسیت ۱۵٪، ترویلیت ۵٪ و آثاری از کرومیت و مس بومی. (کاماسیت به‌طور طبیعی فقط در شهاب‌سنگ‌ها وجود دارد)
این شهاب‌سنگ، پیش از برخورد نهایی خود با زمین، شوک قابل‌توجهی را تجربه کرده بود.

## بیماری مردم محلی
۱۰۰ تا ۲۰۰ نفر از مردم محلی که به دهانهٔ ایجادشده توسط شهاب‌سنگ، نزدیک شده بودند، به‌سرعت احساس بیماری کردند. افسران پلیسی که برای بررسی صحنه حاضر شده بودند نیز بیمار شدند. پس از رویداد اولیه در ۱۵ سپتامبر، تعداد افراد بیمار افزایش یافت و پزشکان را ملزم به ایجاد چادرهای پزشکی کمکی برای مرکز بهداشتی کارانکاس کرد. بیماران برای آسیب‌های پوستی، تهوع، سردرد، اسهال و استفراغ تحت درمان قرار گرفتند. تلف شدن دام‌های منطقه نیز گزارش شد. مردم محلی به‌دلیل ترس از آلودگی، تصمیم گرفتند نوشیدن آب از منابع آبی اطراف منطقه را متوقف کنند و مقامات تصمیم گرفتند وضعیت اضطراری اعلام کنند. چهار روز پس از برخورد شهاب‌سنگ و ابتلا به بیماری غیرقابل توضیح، اکثر روستاییان گزارش دادند که بهبود یافته‌اند.

### واکنش دولت پرو
برخلاف دیگر گزارش‌های رسانه‌های بین‌المللی، مقامات بهداشتی پرو این رویداد را کم‌اهمیت جلوه دادند. خورخه لوپز تجادا، مدیر بهداشت منطقه‌ای پونو، وجود وضعیت پزشکی حاد را رد کرد. با این‌حال، یک گروه بهداشت با پرسنل و دارو در ۱۸ سپتامبر به محل رسید و گزارش داد که بوهای ناشی از دهانه باعث ایجاد مشکلات پزشکی شده‌اند. پیشتر تجادا اعلام کرده بود که مأموران نیز، دچار سرگیجه، حالت تهوع و برخی استفراغ شده‌اند.
در ۱۹ سپتامبر، اندینا، خبرگزاری رسمی دولتی پرو، گزارش داد که به‌نظر می‌رسد روستاییان بیمار، در حال بهبودی هستند.